# Бокхари, Патрас
Патрас Бокхари (урду سید احمد شاہ‎), настоящее имя Сайед Ахмед Шах (урду سید احمد شاہ‎, род. 1898-1958) — пакистанский юморист, педагог, публицист, телеведущий и дипломат. Больше всего он известен своими юмористическими произведениями на языке урду.

## Биография
Родился в городе Пешавар в 1898 году в семье кашмирских эмигрантов из города Барамула. Начальное образование получил в Исламском колледже Пешавара. В 1916 году начал учиться в Правительственном колледже Лахора. После окончания курсов английского языка, начал преподавать в этом же заведении. В 1925 году бросил Правительственный колледж, чтобы учиться в Колледже Эмануэль Кембриджского университета, где сдал трайпос по английскому языку.
В 1927 году он вернулся в Правительственный Колледж Лахора, а как профессор работал там до 1939 года. До образования Пакистана в 1947 году, он работал на должности Генерального директора Общеиндийского радио. Будучи профессором английской литературы, он также служил принципалом Правительственного колледжа Лахора с 1947 по 1950 годы. Среди его учеников были урдуязычные поэты Фаиз Ахмад Фаиз и Нун Мим Рашид. После образования Пакистана, он служил первым постоянным представителем Пакистана в Организации Объединенных Наций (1951-1954). В 1954-1958 годах он остался на должности заместителя секретаря ООН, руководителем информации. Он умер во время несения дипломатической службы и похоронен в Нью-Йорке, США.

## Интересные факты
- Эссе Patras Kay Mazameen (Очерки Патраса), опубликованное в 1927 году рассматривается как классика среди юмористических произведений в литературе урду.
- Он сопровождал премьер-министра Лиаката Али Хана во время своего первого визита в США для записи выступлений премьер-министра.
- В 1945 году Патры Бокхари стал Компаньоном Ордена Индийской империи (CIE).
- В Правительственном колледже-университете в его честь назван аудиторию (Bokhari Auditorium).
- Правительство Туниса назвало автостраду в его честь за его вклад в свободу Туниса от французского колониального господства в 1956 году.
- Существует также дорога, названная в его честь в Исламабади, федеральной столицы Пакистана.
- 6 декабря 1958 года, на следующий день после его смерти, в газете Нью-Йорк Таймс (New York Times) вышла статья, в которой он был назван гражданин мира гражданин мира.
- В октябре 1998 года, чтобы отметить столетие со дня рождения Бокхари, правительство Пакистана выпустило почтовую марку с его фотографией в серии «Пионеры Пакистана».
- 14 августа 2003 Президент Пакистана генерал Первез Мушарраф объявил о присвоении Патры Букхари посмертно премии Хилал-э-Имтиаз, второй самой высокой гражданской награды страны.